# Sidi Ould Tah
Sidi Ould Tah (arabe : سيدي ولد التاه), né le 31 décembre 1964 à Mederdra, est un homme politique et économiste mauritanien. Il est président de la Banque arabe pour le développement économique en Afrique (BADEA) d'avril 2015 à avril 2025. 
Il est élu le 29 mai 2025, neuvième président de la Banque africaine de développement. Il doit prendre ses fonctions le 1er septembre 2025.

## Biographie

### Origine et parcours estudiantin
Né le 31 décembre 1964 à Mederdra et issu d'une famille d'enseignants francophones du sud-est de la Mauritanie, Sidi a été élevé dans un environnement des sciences traditionnelles et de la culture. Il commence ses études à l'université de Nouakchott avant de partir en France. Il est titulaire d'un doctorat en sciences économiques de l'Université de Nice Sophia Antipolis en France et d'un DEA en économie de l'université Paris VII,. 

### Carrière
Sidi Ould Tah commence sa carrière à la Banque mauritanienne pour le développement et le commerce (BMDC). Il occupe par la suite plusieurs postes notamment à la municipalité de Nouakchott et au Port autonome de Nouakchott.
En 1996, il rejoint l'Autorité arabe pour l'investissement et le développement agricole, basée à Khartoum, avant de prendre la direction de la Banque islamique de développement (BIDC) en Arabie saoudite. 
En 2006, il revient en Mauritanie où il est nommé conseiller à la présidence, puis à la primature. En 2008, il devient ministre de l'Économie et des Finances de Mauritanie. 
En 2015, il est élu président de la BADEA. Il quitte son poste de ministre et prend ses fonctions en juillet 2015. Il quitte la tête de la BADEA en avril 2025,,,  après avoir annoncé sa candidature à la présidence de la Banque africaine de développement pour succéder à Akinwumi Adesina,. 
Le 29 mai 2025, il est élu président de la BAD lors de l'assemblée générale à Abidjan,. Il prendra fonction le 1er septembre 2025.  

## Distinctions
- Chevalier de l'Ordre du Mérite national de Mauritanie ( Mauritanie, 2014)[11]
- Officier de l'Ordre national du Tchad ( Tchad, 2020)[12]
- Chevalier de l'Ordre national du Lion du Sénégal ( Sénégal, 2022)[13]